# Selección femenina de rugby 7 de Sudáfrica
La selección femenina de rugby 7 de Sudáfrica es el equipo que representa a la Unión de Rugby de Sudáfrica en los campeonatos de selecciones nacionales femeninas de rugby 7.

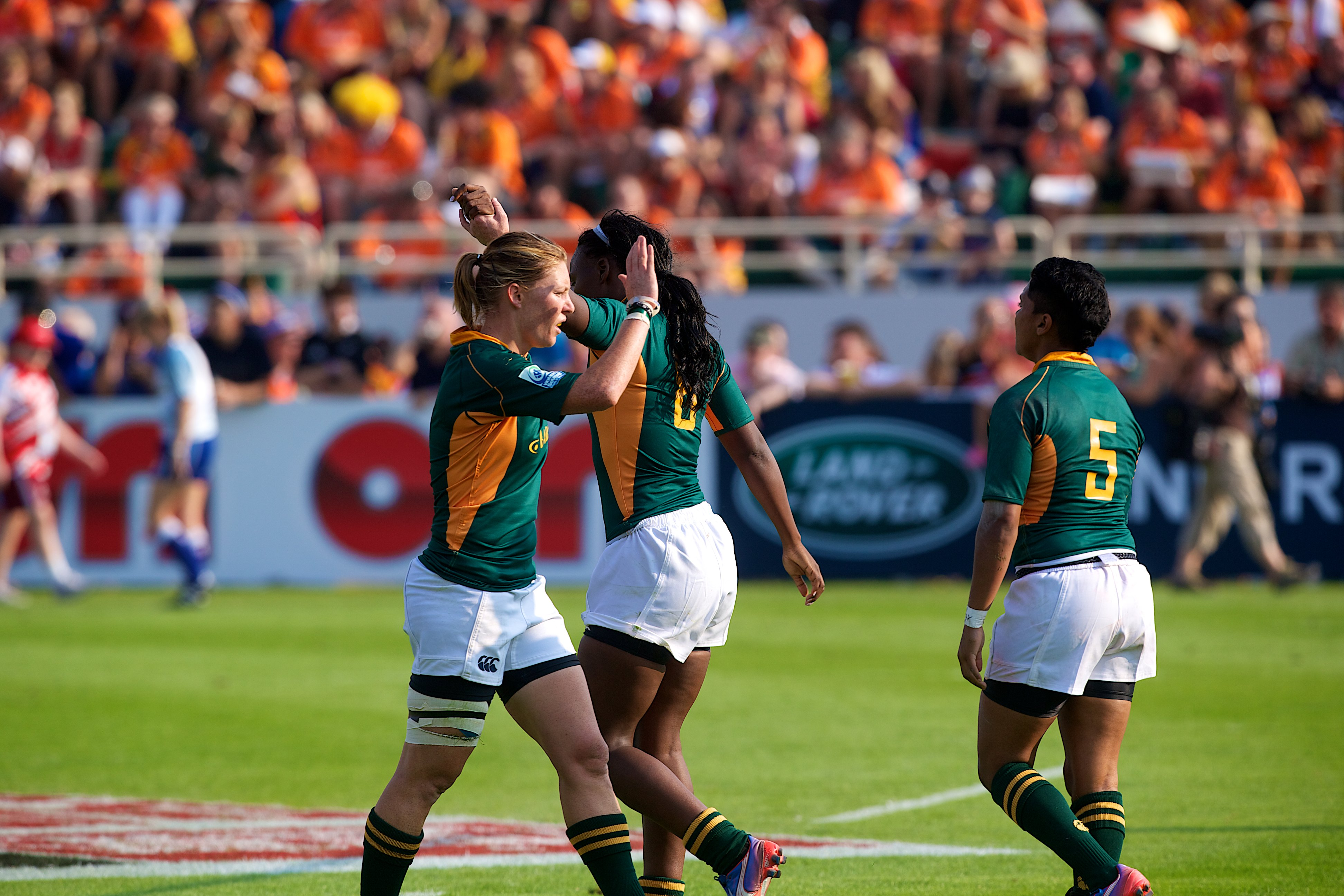
Sudáfrica en el Seven de Dubái 2012

## Palmarés
- Challenger Series (1): 2023
  - Seven de Stellenbosch: 2023-I, 2023-II
  - Seven de Cracovia: 2025

- Africa Sevens Femenino (12): 2006, 2007, 2008, 2013, 2014, 2015, 2016, 2017, 2019, 2022, 2023, 2024

## Participación en copas
| - Dubái 2009: 3º puesto - Moscú 2013: 13º puesto - San Francisco 2018: 14º puesto - Ciudad del Cabo 2022: 14º puesto - Río 2016: no clasificó - Tokio 2020: no clasificó - París 2024: 11º puesto - Gold Coast 2018: 8º puesto - Birmingham 2022: 7.º puesto | - Serie Mundial 12-13: 8º puesto (27 pts) - Serie Mundial 13-14: 15º puesto (3 pts) - Serie Mundial 14-15: 12º puesto (9 pts) - Serie Mundial 15-16: no clasificó - Serie Mundial 16-17: 12º puesto (6 pts) - Serie Mundial 17-18: 13º puesto (3 pts) - Serie Mundial 18-19: no clasificó - Serie Mundial 19-20: 14º puesto (3 pts) - Serie Mundial 21-22: 16.º puesto (3 pts) - Serie Mundial 22-23: 15º puesto (1 pts) - SVNS 23-24: 11º puesto - Challenger Series 2022: 9° puesto - Challenger Series 2023: 1° puesto |